# Râul Polatiștea
Râul Polatiștea este un curs de apă, afluent al râului Jiu. Cursul superior al râului mai este cunoscut sub denumirea Obârșia Polatiștei sau Căpriorul.